# Pachnobia monotona
Pachnobia monotona là một loài bướm đêm trong họ Noctuidae.